# Larisa Sjirokova
Larisa Aleksandrovna Sjirokova (Russisch: Лариса Александровна Широкова) (Leningrad, 7 maart 1951) is een voormalig basketbalspeelster die uitkwam voor Spartak Leningrad in de Sovjet-Unie. Ze werd Meester in de sport van de Sovjet-Unie, Internationale Klasse van de Sovjet-Unie.

## Carrière
Sjirokova speelde haar hele carrière voor Spartak Leningrad. Ze won in 1974 het Landskampioenschap van de Sovjet-Unie. Ze werd tweede in 1970, 1971, 1972, 1973 en 1975. In 1976 werd ze derde. Ook won ze vier keer op rij de Ronchetti Cup.

## Erelijst
- Landskampioen Sovjet-Unie: 1
  - Winnaar: 1974
  - Tweede: 1970, 1971, 1972, 1973, 1975
  - Derde: 1976
- Ronchetti Cup: 4
  - Winnaar: 1972, 1973, 1974, 1975